# The Book of Night Women
The Book of Night Women est un roman de l'auteur jamaïcain Marlon James. Le livre a été publié le 19 février 2009 chez Riverhead Books et suit le parcours de Lilith, une jeune femme née esclave qui remet en cause les frontières qu'elle est censée respecter.

## Résumé
Lilith est une magnifique jeune femme née au XVIIIe siècle dans une plantation de sucre en Jamaïque. Orpheline dès la naissance, elle apprend rapidement que la vie en tant qu'esclave peut être fréquemment brutale et difficile. Après que Lilith ait dû se défendre contre un homme qui a tenté de la violer, elle revient à son travail dans la maison du propriétaire de la plantation. Elle essaye ensuite de gagner les faveurs de son maître en dépit des conseils d'un esclave lui prédisant que cette histoire se terminerait mal. Lilith doit endurer plus de problèmes quand un groupe de femmes esclaves appelé les Night Women, planifie une révolte, lui demandant de se joindre à leurs projets. 

## Réception du livre par la presse
Les critiques littéraires des principaux journaux américains, notamment The New York Times et The Washington Post ont salué positivement la parution de The Book of Night Women.